# Canica
Canica AS är ett norskt investmentbolag som ägs av Stein Erik Hagen (10 %) och hans barn Caroline Marie Hagen (30 %), Carl Erik Hagen (30 %) och Nina Camilla Hagen (30 %). Företaget är uppkallat efter initialerna i Hagens första tre barns namn: Caroline–Nina–Carl. Canica är ett av Norges största privatägda investmentbolag.
Företaget skapades 1985 av Stein Erik Hagen för att kontrollera butikskedjan Rimi, som Hagen hade grundat 1977. 2004 såldes butikskedjan till ICA.
Canica är aktiv delägare i flera olika företag som livsmedelsproducenten Orkla, med Stein Erik Hagen som styrelseordförande, köpcenterkedjan Steen & Ström, Statoils bensinmackskedja och sprit- och vinföretaget Arcus. De heläger bland annat näthandelsbolaget Komplett och butikskedjegruppen Järnia. Hagen har innehaft en rad styrelseposter i olika företag och verksamheter.
Företaget disponerar också ett privatflygplan av typen Falcon 900EX EASy, som Hagen mottog 2007 och som kostade honom 250 miljoner norska kronor. Privatflygplanet opereras i dag av Sundt Air.